# Corredor Calgary–Edmonton
O Corredor Calgary–Edmonton é uma região geográfica da província canadense de Alberta. É a área mais urbanizada de Alberta e uma das quatro regiões mais urbanizadas do Canadá. A região consiste nas divisões do censo de Nº11, Nº8 e Nº6 de Alberta, conforme a Statistics Canada. De norte a sul, a região cobre uma distância de aproximadamente 400 quilômetros. Inclui todas as áreas metropolitanas das divisões censitárias de Calgary e Edmonton e as aglomerações do censo de Red Deer e Wetaskiwin.